# Partizan Belgrade
Le Partizan Belgrade est un club omnisports serbe basé à Belgrade. Il est fondé en 1945.

## Sections
- basket-ball : voir articles : KK Partizan Belgrade et ŽKK Partizan Belgrade
- football : voir article : FK Partizan Belgrade
- handball : voir article : RK Partizan Belgrade
- hockey sur glace : voir article : HK Partizan Belgrade
- volley-ball : voir articles : Partizan Belgrade (volley-ball masculin) et OK Partizan (volley-ball féminin)
- water-polo : voir article : Vaterpolo klub Partizan
- rugby à XIII : voir article : Partizan Belgrade (rugby à XIII)